# 케미컬 브라더스
케미컬 브러더스(The Chemical Brothers)는 톰 롤런즈(Tom Rowlands)와 에드 사이먼스(Ed Simons)로 구성된 영국 전자 음악 듀오이다. 1989년 잉글랜드 맨체스터에서 시작해, 초기 듀오 이름은 "더 더스트 브러더스(The Dust Brothers)"였다. 하지만 이후 미국에서 활동하는 동명의 음악 그룹과 마찰을 빚게 되어 1995년에 팀 이름을 바꾸게 되었다. 프로디지, 팻보이 슬림, 크리스털 메서드와 함께 빅 비트 장르를 팝에 접목시킨 선구자격인 음악 듀오로 여겨진다.

## 구성원
- 톰 롤런즈(Tom Rowlands)

1971년 1월 11일에 태어났다. 그의 아버지는 사진사였다.
- 에드 사이먼스(Ed Simons)

1970년에 잉글랜드 런던 서부 지방의 헌 힐에서 태어났다. 아버지는 농부, 어머니는 변호사였다. 맨체스터 대학교에서 중세사를 공부했다.

## 경력

### 초기
롤런즈는 사이먼스와 만나기 이전에 친구 브렌던, 맷과 함께 "에리얼"이라 불리는 밴드에 있었다. 그들의 첫 번째 싱글은 "Sea of Beats"였다. 다른 곡들로는 "Mustn't Grumble"과 '"Rollercoaster" 등이 있다. 그들의 레코드 이후 "Let It Slide" 등 트랙 몇 개를 발표하고 나서 밴드는 해산되었다. 에리얼의 곡 "T Baby"는 후에 케미컬 브라더스가 리믹스했다.
롤런즈와 사이먼스는 1992년에 "Naked Under Leather"이라는 클럽에서 DJ를 시작하였다. 1995년 3월에 더스트 브라더스는 미국을 포함한 첫 번째 세계 투어를 시작했다. 오비탈과 언더월드와 함께 공연하기도 했다. 이어서 여러 유럽 페스티벌에 참가하였다. 이후 "더스트 브라더스"라는 동명의 미국 음악 그룹이 그룹 명에 대해 법적으로 대응하겠다고 밝혔다. 톰과 에드는 "케미컬 비트"에서 영감을 얻어 듀오명을 케미컬 브라더스로 이름을 정했다. 1995년 4월, 새로운 이름으로 네 번째 싱글 "Leave Home"을 발매했고, 싱글은 차트 17위에 올라 최초의 히트곡이 되었다.

### 정규 2집:Dig Your Own Hole
1997년 4월 7일, 케미컬 브라더스는 두 번째 정규 앨범 Dig Your Own Hole 을 발매했다. 앨범은 전반적으로 상당한 호평을 받았으며 믹스매그(Mixmag) 지는 이 앨범을 10/10점을 주며 "이번 달의 앨범"으로 선정했다. 1997년 여름, 케미컬 브라더스는 전 세계 순회공연을 가졌다. 이어 8월, 케미컬 브라더스는 이전의 그룹명으로 논란을 빚었던 미국의 "더스트 브라더스"와 화해해 싱글 "Elektrobank"의 리믹스를 부탁하기도 했다. 이후 아일랜드의 더블린과 미국 순회공연을 다녔다. 1997년 말, Dig Your Own Hole 의 9분짜리 마지막 트랙 "The Private Psychedelic Reel"가 소형 EP 한정판으로 발매되었다. B-사이드에는 1997년 8월 24일에 네덜란드 로랜즈(Lowlands) 페스티벌에서 녹음된 "Setting Sun"의 라이브 버전이 수록되었다. 1997년 12월, 미국에서 열린 네 차례의 라이브 공연은 전회 매진을 기록했다. 이후에는 영국 순회공연을 가졌으며, 런던 브릭스턴 아카데미에서 열린 마지막 공연 역시 매진을 기록하였다.
1998년에는 DJ 활동에 더욱 집중해 스피리추얼라이즈드의 "I Think Im In Love", 머큐리 레브(Mercury Rev)의 Delta Sun Bottleneck Stomp 등 여러 리믹스 음원을 발매했다. 1998년 9월, 두 번째 리믹스 앨범 Brother's Gonna Work It Out 을 발매했다. 이 앨범에는 Renegade Soundwave, Meat Beat Manifesto, Kenny 'Dope' Gonzales 같은 아티스트들의 곡 리믹스가 수록되어 있다. 1999년 "Hey Boy, Hey Girl"이라는 곡을 발매했다. 이 트랙은 힙합보다는 하우스에 가까운 사운드를 담고 있다. 트랙은 영국 차트 3위에 오름으로써 상업적으로도 성과를 이뤘다.

### 정규 4집:Come With Us
2002년 1월, 정규 4집 앨범 Come With Us를 발매했다. 앨범에는 리처드 애슈크로프트, 베스 오턴이 보컬리스트로 참여하였다. 싱글 "Star Guitar" 뮤직비디오는 미셸 공드리가 제작했으며, "Star Guitar"는 최초로 DVD 싱글로 발매되었다. Come With Us는 이전 앨범들에 비해 낮은 평점을 기록했다. 그럼에도, 10만 장의 판매고를 기록하며 출시 1주 만에 영국 앨범 차트 1위에 올랐다. 동년 4월, 타이틀 싱글은 팻보이 슬림의 리믹스와 함께 더블 A사이드에 수록되었다. 2002년 말, 일본과 미국을 겨냥해 두 장의 EP를 발매했다. 수록곡 Galaxy Bounce는 Xbox의 레이싱 게임 "프로젝트 고담 레이싱"과 영화 《툼 레이더》에 수록되면서 유명해졌다.

### 정규 5집:Push the Button
2005년 1월 24일, 다섯 번째 스튜디오 앨범인 Push the Button 을 발매했다. 첫 번째 싱글 "Galvanize"는 큐팁이 보컬을 담당한 곡으로 iTunes 다운로드 순위 1위, 영국 차트 3위를 기록하였다. 두 번째 싱글 "Believe"는 18위를 기록했다.

## 음반 목록

### 정규 음반
- Exit Planet Dust (1995)
- Dig Your Own Hole (1997)
- Surrender (1999)
- American (2002) (미국에서만 발매)
- Come with Us (2002)
- Push the Button (2005)
- We Are the Night (2007)
- Further (2010)